# Джинчарадзе, Надя Мурадовна
Надя Мурадовна Джинчарадзе (1942 год, село Цхаврока, Кобулетский район, Аджарская АССР, Грузинская ССР) — чаевод колхоза села Цхаврока Кобулетского района, Аджарская АССР, Грузинская ССР. Герой Социалистического Труда (1973). 

## Биография
Родилась в 1942 году в крестьянской семье в селе Цхаврока Кобулетского района. После окончания местной средней школы трудилась на чайной плантации колхоза села Цхаврока Кобулетского района. За выдающиеся трудовые достижения по итогам Семилетки (1959 – 1965) была награждена Орденом Ленина. 
Досрочно выполнила личные социалистические обязательства Девятой пятилетки (1971 – 1975) за три года, собрав за этот период 30902 килограмма зелёного чайного листа. Указом Президиума Верховного Совета СССР от 12 декабря 1973 года удостоена звания Героя Социалистического Труда за «большие успехи, достигнутые во Всесоюзном социалистическом соревновании, и проявленную трудовую доблесть в выполнении принятых обязательств по увеличению производства и продажи государству зерна, чайного листа и других продуктов земледелия в 1973 году» с вручением ордена Ленина и золотой медали «Серп и Молот» (№ 15399).
После выхода на пенсию проживала в родном селе Цхаврока Кобулетского района. 
Награды
- Герой Социалистического Труда
- Орден Ленина – дважды (02.04.1966; 1973)